# マックスジェット
マックスジェット(MAXjet Airways)は、2003年に設立された全席ビジネスクラスの格安航空会社である。2007年12月24日に同社は定期便の運航を停止した。

## 背景
アメリカとヨーロッパを結ぶ大西洋路線は古くから需要が大きく、低価格競争が進んでいた一方で、ビジネス需要の高まりに応えるべく、ビジネスクラスのサービス・価格競争も早くから始まっていた。
マックスジェットはそこに全席ビジネスクラス・しかも低価格という触れ込みで参入した。

## 歴史
2003年の設立当初はSkyLink Airways(スカイリンク エアウェイズ)という名称だった。
2005年4月25日に社名をマックスジェットエアウェイズに変更し、同年8月23日には飛行に関する認可が下り、12月1日からニューヨーク―ロンドン間で運航を開始した。

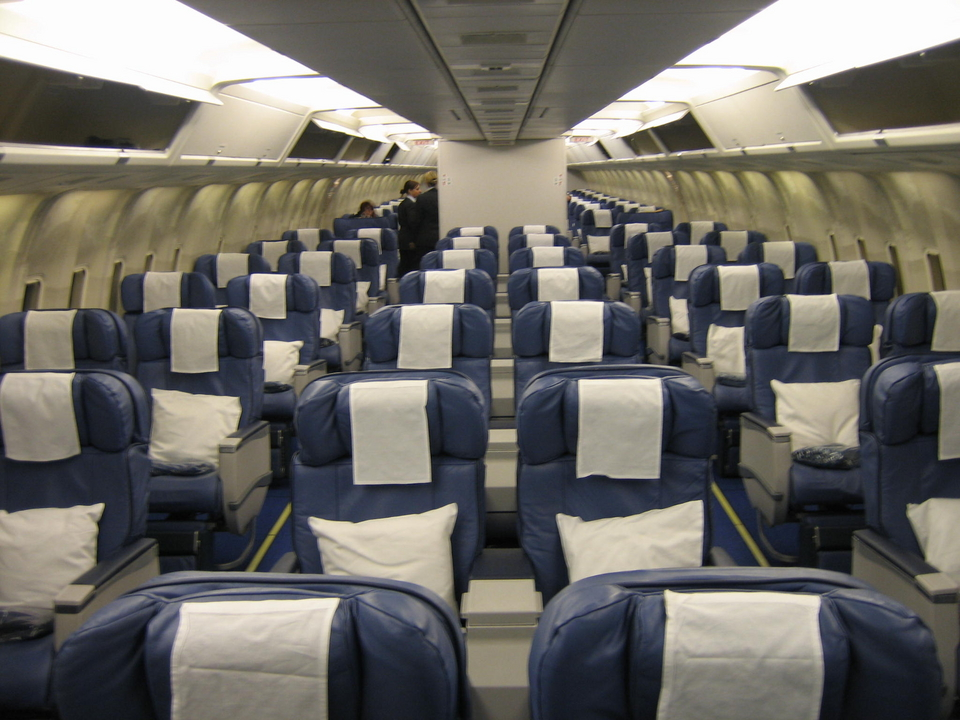
ボーイング767-200の機内

その運賃が大手航空会社のプレミアムエコノミー並みの価格であったことから、当初はビジネスクラスにのるだけの費用は出ないが、プレミアムエコノミーなら利用できるといった、企業の中級幹部などの客を中心に好評を博した。
また、同社は新機材の導入に伴って、アメリカ国内やカリブ海方面およびヨーロッパへのチャーター便の運航を開始する。2006年にはゴルフのライダーカップのアメリカチームのためのチャーター便まで運航した。
さらに新規路線として、ロサンゼルス・ラスベガスなどの西海岸へも運航していた。
2007年6月には搭乗率が80%を超えるなど、その搭乗率は決して低いものとはいえなかった。しかし、近年の原油高やブランド力の不足、また他社のビジネスクラス割引運賃などに押され、富裕層の顧客の獲得にも苦戦し、経営は悪化していった。
2007年12月7日、上場していたロンドン証券取引所での取引が中止された。これにより最大の資金調達策が消えたことになる。
12月23日にはフィナンシャル・タイムズが同社が必死に資金繰りを行っていて、金融支援策を受ける可能性があると報じた。
しかしその報道の翌日、クリスマスイブの朝、同社は公式サイトで連邦倒産法第11章を適用し、今後一切の全運航を停止すると発表した。クリスマスの休暇時期に当たる同日に運航を停止したことによって、多くの予約客たちが空港に取り残されるという事態が生じた。なお、その客たちについてはコンチネンタル航空、イオス・エアラインズやシルバージェットなどが代行輸送を行っている。
なお、通常、連邦倒産法第11章を適用された企業の場合は、経営再建に向けて外部からの財政支援を受けながら事業を継続するのが普通だが、同社はその道を選ばずに今後は運航を行わない方針であった。
しかし2008年3月、同社はNCAスポーツグループから資金提供を受け、チャーター便専門の航空会社として運航を再開すると発表した。

## 就航していた路線
定期運航路線のみ
- イギリス
  - ロンドン・スタンステッド空港

- アメリカ
  - ニューヨーク・ジョン・F・ケネディ空港
  - ロサンゼルス国際空港
  - ラスベガス・マッカラン国際空港

## 保有機材

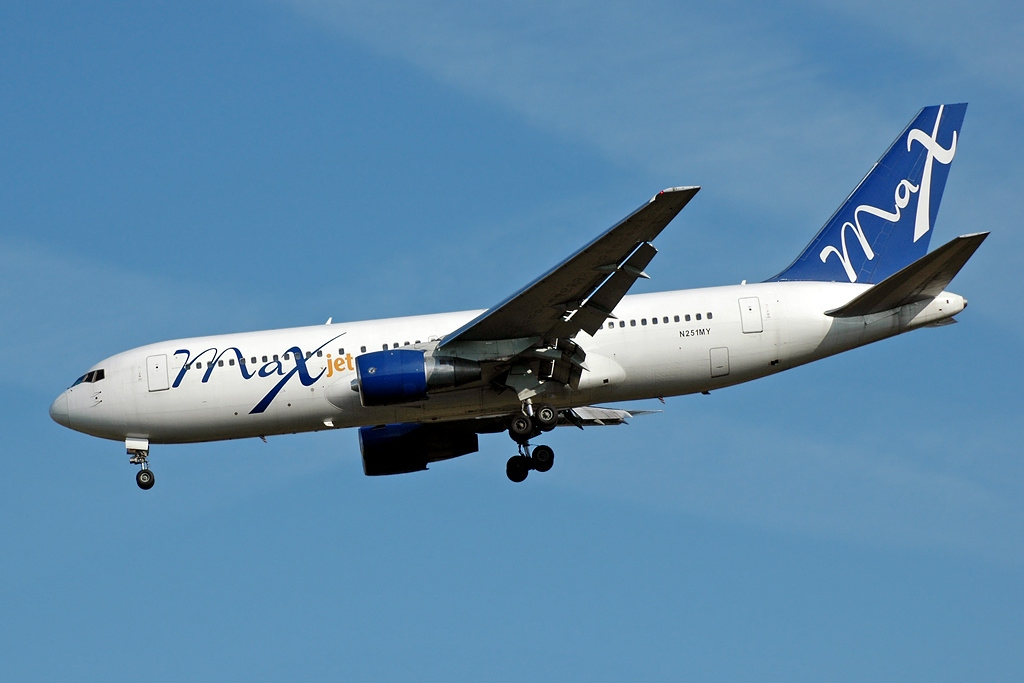
ボーイング767-200ER

- ボーイング767-200 1機
- ボーイング767-200ER 4機

## 機内サービス
座席は2-2-2配置の革張りシート。最大160度まで倒れるようになっていた。シートピッチは60インチ。
映画や音楽などは座席備え付けのものではなく、「MAXplayers」と呼ばれるポータブルモニターシステムを各人に貸し出していた。コンセントはなかった。
機内食は通常のビジネスクラスの食事に加え、シャンパンやワインを提供していた。